# Solen marginatus
Solen marginatus, conosciuto comunemente come cannolicchio o cappalunga (da non confondere con Ensis siliqua), è un mollusco bivalve della famiglia Solenidae.

## Habitat e distribuzione
Vive fino a oltre 20 m di profondità, in posizione verticale infossato nella sabbia ed è praticamente invisibile. La sua presenza viene rivelata soltanto dall'estremità dei sifoni che formano due fori visibili sulla sabbia dalla forma simile a un 8.

## Descrizione
Il Solen marginatus è un mollusco bivalve della famiglia dei Solenidi.
La conchiglia ha una forma quadrangolare, il colore va dal marrone chiaro al giallo, è liscia e poco solida. La dimensione in genere va da 12 fino a 15 cm, ma può raggiungere anche i 17 cm di lunghezza. Dall'estremità superiore fuoriescono i sifoni riuniti. Il cannolicchio è un organismo filtratore, in quanto filtra attraverso  questi sifoni enormi quantità d'acqua da cui trattiene il nutrimento. Dall'estremità inferiore sporge invece il piede, l'organo di movimento, che utilizzano per ritirarsi sotto la sabbia.
Il piede, molto grande e robusto, costituisce la maggior parte del mollusco commestibile. Questa è la vera arma di difesa del Solen marginatus: quando infatti avverte un'insidia, scende rapidamente con il piede nella sabbia tirandosi dietro la conchiglia. In pochi secondi il mollusco riesce a scendere di parecchi centimetri sotto lo strato sabbioso.

## Riproduzione
Si riproduce da aprile a maggio.

## Pesca
I Solen marginatus vengono pescati in modo professionale con le vongolare turbosoffianti, le quali penetrano per circa 20-25 cm nel fondo sabbioso. L'avanzamento è inoltre facilitato da getti d'acqua a pressione, così da ridurre la resistenza. I molluschi risucchiati contengono però molta sabbia, e perciò richiedono un'accurata pulizia prima del consumo. Tale pratica è altamente dannosa per l'ecosistema marino, perché viene risucchiato tutto ciò che è nei fondali sottostanti; per questa ragione, per praticare tale pesca ci vuole apposita licenza. In ambito amatoriale, nei mesi estivi il Solen marginatus è pescato anche con piccoli rastrelli in molte zone a basso fondale di molte spiagge italiane.
Di notevole interesse commerciale, i Solen marginatus sono comunemente venduti, perlopiù vivi (in Italia il prodotto è quasi esclusivamente pescato, mentre in Spagna se ne pratica anche l'allevamento). Per verificarne la freschezza basta toccare con un dito il "piede" (nei Molluschi, porzione del tronco con funzione locomotoria): se il mollusco è vivo, dovrebbe ritirarlo prontamente.